# Pokémon LEGENDS アルセウス
『Pokémon LEGENDS アルセウス』（ポケモンレジェンズ アルセウス）（英題：Pokémon Legends: Arceus）は、2022年1月28日に発売されたNintendo Switch用アクションロールプレイングゲーム。

## 概要
2021年2月27日の『Pokémon Presents 2021.2.27』で『ポケットモンスター ブリリアントダイヤモンド・シャイニングパール』と共に発表された。
「シンオウ地方」の前身である「ヒスイ地方」を舞台に描いた物語で、『ポケットモンスター』シリーズにおける本編に位置付けられている。
ポケモンシリーズ初のアクションRPGである。そのため、ゲームシステムが多くの点で変更されている。また、シリーズで初めて日本語版タイトルに『Pokémon』のロゴを冠したタイトルである。
従来の新作タイトルでは、最初に選ぶ3匹のポケモンが新しく登場していたが、本作では既存のタイトルから登場する。

## ゲームシステム

### 変更点
- アクションRPGとなったことにより、主人公が「モンスターボールを構える/投げる」「回避」「しゃがむ」などのアクションが行えるようになった。
- ランダムエンカウントが廃止され、野生ポケモンが全てシンボルエンカウントとなった。
- 『Let's Go! ピカチュウ・Let's Go! イーブイ』『ソード・シールド』ではシンボルポケモンと接触することでバトルに移行したが、今作では接触してもバトルにはならず、「構える/投げる」アクションでポケモンを繰り出すことでバトルに移行する。
  - 未発見状態（野生ポケモンに見つかっていない状態）のままモンスターボールを投げることで、野生ポケモンとのバトルに移行することなく捕獲することができる。
- 野生ポケモンが主人公をわざで攻撃してくる。主人公は何度も攻撃を受けるとダウンしてしまう。ダウンすると道具や所持金をいくらか失い、ベースキャンプに戻される。
- 移動中、崖や上空などの高高度から地上へ落下した際にも、道具や所持金をいくらか失い、ベースキャンプに戻される。
- クラフトで様々な道具を作ることができる。作れる道具の種類を増やすには、レシピが必要。
- ほとんどの道具の外観は古風なデザインに変わったものが多い。例えば、「モンスターボール」は金属部品が多く上半分が石材で下半分が木材、「キズぐすり」はスプレーではなく瓶容器に詰められた軟膏に、「ふしぎなアメ」はセロハンに包まれたキャンディではなく京飴（切り飴）に、「ピッピにんぎょう」は縫い包みではなくこけし型になっている（こけし型ピッピにんぎょうは実際に商品化もされた）。
- ねむり状態が「ねむけ」、こおり状態が「しもやけ」状態に変更されるなど、状態異常の仕様変更や、一部の状態異常の廃止。
  - 「ねむけ」は行動可能だが時々行動不可になる「まひ」に似ており、無防備なため通常より大きなダメージを受ける。「しもやけ」は行動可能だが行動する毎にダメージを受ける「どく」や「やけど」に似ているが、「やけど」とは対照的に特殊攻撃技で与えるダメージが半減する。全ての状態異常は何度か行動する事で自然治癒するが、他の状態異常への上書きも可能で、上書きされると自然治癒までに必要な残り行動数がリセットされる。
- とくせいの廃止。また、ポケモンに道具を持たせることができない。
- 育て屋および預かり屋が登場しない。これにより、タマゴは本作では登場しない。
- わざマシンが廃止され、本作では訓練場でお金を払って習得可能技のレパートリーを増やすシステムとなった。
- オンラインも含む通信対戦機能は実装されていない。
- 進化はレベルアップ時ではなく、特定のレベルやなつき度以上であればメニュー画面から任意で進化可能になった。また、本作では通信交換が可能だが、通信交換の進化条件を持つポケモンは「つながりのヒモ」、通信交換の際に「メタルコート」「エレキブースター」など特定の道具を持たせているのが進化条件のポケモンはそのアイテムを進化の石と同様に使用する事で進化が可能。
- すばやさの仕様変更。常に交互とは限らず、相手とのすばやさに差がある場合は連続で行動できる場合があるほか、「力業/早業」で行動順を操作できる。また、「でんこうせっか」「アクアジェット」など本来は先制攻撃だったわざは次から連続行動がしやすくなる傾向がある。逆に「はかいこうせん」「アームハンマー」など本来は次回行動不可になったり発動後に自分のすばやさが下がる高威力のわざだったものは、次回以降相手に連続行動を許し大きな隙を生じてしまう傾向がある。
  - バトル画面の右側に行動順が6つ先まで表示されるようになった。
- きそポイントというシステムが登場せず、本作では「がんばレベル」を上げるシステムとなった。
  - がんばレベルは最大10段階。それぞれ1~3は「ガンバリのすな」、4~6は「ガンバリのじゃり」、7~9は「ガンバリのいし」、10は「ガンバリのいわ」が必要。これらのアイテムは牧場からポケモンを逃がす事で入手可能。
- 手持ちポケモンを入れ換えは、ボックスではなくコトブキムラの牧場とのやり取りで行う。仕様は従来とほぼ同様だが、牧場前の女性か遠征ベース横のギンガ団員に話しかける必要がある。牧場は柵で囲われており、これまでに捕まえたポケモンの一部がのんびり過ごす様子を眺められる。

## ストーリー
まだ、人とポケモンが親密に暮らすことが珍しかった、遠い昔の時代。やがてシンオウ地方という名で呼ばれる「ヒスイ地方」の海岸で目を覚ました主人公は、ポケモン図鑑の完成を夢見るラベン博士にポケモン調査の素質を認められたことをきっかけに、ギンガ団に入団して調査隊の一員になる。ヒスイ地方の各地では、突如ポケモンが凶暴化する謎の現象が発生していることから、主人公は「コンゴウ団」と「シンジュ団」の長やキャプテンたちと協力し調査を進め、ヒスイ地方の謎に迫る。

## 登場人物
担当声優は主人公を除き、メディアミックス作品での配役。ゲーム本編には主人公を除いてボイスはない。

### 主人公・ギンガ団
主人公
声 - 上遠野竜也（男性）、藤井環（女性）〈ゲーム本編〉 / 寺島惇太（ポケマス・テル）
本作の主人公。ゲーム開始時に性別を選択できる。ギンガ団の調査隊の一員となる。ゲーム内ではアクションシーンにてボイスが使用されている。
『ポケモンマスターズEX』では男主人公がテルとして登場する。
テル / ショウ
声 - 本渡楓（ポケマス・ショウ）
主人公の先輩。主人公をサポートしてくれる。容姿は選ばれなかった方の主人公と同じもので、名前は男なら「テル」、女なら「ショウ」となる。
『ポケモンマスターズEX』ではショウが先輩として登場する。
ラベン博士
ギンガ団の調査隊のポケモン博士。ポケモンの生態を研究しており、ポケモン図鑑を完成させるのが目標。
デンボク
ギンガ団の団長。厳しくも頼もしい人物で、団員から信頼されている。相撲好きという一面がある。普段はゴルダックの柄の袂の無い着物にファー付きコートを羽織った格好をしている。有事の際にはがらる伝来の鎧を着込む。
過去に別の地方で暴れ狂うポケモンによって故郷を失い、「人々が脅かされない地を作ろう」とムベと共にギンガ団を結成し、海を渡りヒスイ地方にコトブキムラを開墾した。
ゴローニャ、ピクシー、ウォーグル（ヒスイのすがた）、カビゴンを使用し、再戦時にはヘラクロスも加入する。かちぬき道ではピクシーとウォーグルに代わってガチグマとダイノーズを使用する。
シマボシ
声 - 朴璐美（二藍）
ギンガ団の調査隊隊長の女性。主人公のギンガ団の入団試験を許可し、様々な調査を依頼する。自分にも他者にも厳しいが、主人公の成長を見守る。
ペリーラ
ギンガ団の警備隊隊長の女性。訓練所でポケモンの技の伝授と皆伝、ガンバリアイテムの交換を担当する。

### コンゴウ団
セキ
声 - 石川界人（ポケマス）
「コンゴウ団」の長の青年。細かいことは気にせず突き進む豪快な性格。待ち時間が苦手で「シンジュ団」のカイとは、考え方の違いからいつも喧嘩をしている。反面主人公のことは最初から気さくに接している。相棒はリーフィア。他にはイーブイを所持しており、後にシャワーズに進化させる他、♀のブラッキーも手持ちに加える。
ヒナツ
キャプテンを務める少女。「紅蓮の湿地」の峠クイーン・ドレディア（ヒスイのすがた）の世話を任されている。快活な性格でキャプテンとして強い責任感を持っているが、一人で抱え込んでしまうこともある。かちぬき道では上記の峠クイーンとは別個体のドレディア（ヒスイのすがた）の他に、ドーミラーとブニャットも使用し、前者は後にドータクンに進化させる。
ヨネ
キャプテンの女性。「黒曜の原野」に生息する、特別なアヤシシの世話をしている。相棒のゴンべとは、兄弟同然に共に育った仲。訓練場ではゴンベの他にマニューラとクロバットを使用する。
ススキ
キャプテン。坊主頭の男。特別なイダイトウの世話をしている。海岸の近くに暮らしており、内気で引っ込み思案な性格で、優しい心の持ち主。臆病な面もあり、ゴーストタイプのポケモンが苦手。
ツバキ
キャプテンの男性。「天冠の山麓」の洞窟キング・マルマイン（ヒスイのすがた）の世話をしている。セキを兄貴と慕っているが、高慢な性格でセキも手を焼いている。相棒はスカタンク。他にもズバットとスコルピを使用し、後にゴルバットとドラピオンに進化させる。
ワサビ
キャプテンの少女。特別なウォーグル（ヒスイのすがた）の世話をしている。ドサイドン、ブーバーン、エレキブルを使用する。

### シンジュ団
カイ
声 - 小松未可子（ポケマス）
「シンジュ団」の長の少女。「シンジュ団」の長として、ヒスイ地方の大地を恐れぬ心を大切にしている。当初は主人公のことを疑わしく思っていたが、キングを鎮める際、力を借りたことをきっかけに、主人公に信頼を寄せるようになる。相棒はグレイシア。他にはイーブイを所持しており、後にブースターもしくはエーフィに進化させて使用する。
キクイ
キャプテンの少年。「黒曜の原野」の森キング・バサギリの世話をしている。若くも非常に優秀なため、キャプテンを任されている。相棒はヌメラ→ヌメイル（ヒスイのすがた）→ヌメルゴン（ヒスイのすがた）。かちぬき道ではウリムーとナマズンも使用し、前者は後にイノムー→マンムーへと進化させる。
ユウガオ
老婆のキャプテン。特別なガチグマの世話をしている。相棒はビーダル。
ガラナ
女性のキャプテンだが、理由があって「群青の海岸」の島キングのポケモンは不在となっている。カイからはちゃん付けされるが、人前でそう呼ばれた時は窘めている。
ノボリ
記憶喪失のキャプテン。特別なオオニューラの世話をしている。
ハマレンゲ
キャプテンの男性。「純白の凍土」の雪原キング・クレベース（ヒスイのすがた）の世話をしている。上半身裸で筋肉を鍛えている。手持ちポケモンはオニゴーリとユキメノコ。また、かちぬき道では上記のキングとは別個体のクレベース（ヒスイのすがた）を使用する。

### イチョウ商会
ギンナン
「イチョウ商会」のリーダー。気だるげな表情をしているが、強いリーダーシップで商会をまとめている。ツイリと共に各地で仕入れた掘り出し物や珍しい道具を売っている。
ウォロ
声 - 細谷佳正（ポケマス）
「イチョウ商会」の行商人。ヒスイ地方を渡り歩く青年で、何処からともなく主人公の前に現れる。好奇心旺盛な性格で、珍しい物や人によく興味を持つ。普段は常に笑みを浮かべているが、ポケモン勝負の際は目付きが鋭くなる。前述の通り自分の好奇心に非常に忠実であり、特にヒスイ地方に伝わる神話や遺跡に心酔している一方で、主人公にポケモンの捕獲法を伝授したり、主人公がギンガ団を追放された際は居場所のない主人公に対してコギトの住む古の隠れ里へ案内し、一時的な住処を提供した他、異変解決のため協力することとなった主人公やコンゴウ団、シンジュ団のリーダーの片方と同行し、三つの湖の調査、「あかいくさり」作成のためにヒスイ地方各地を捜索し、シンオウ神殿では決戦に向かう主人公にアイテムの商売も行うなど全面的に協力した。
その正体は古代シンオウ人の末裔であり、時空の裂け目を開けさせた張本人にして本作で起こった事件の真の黒幕である。時空の裂け目を空けたのは、ディアルガとパルキアを狂わせることでアルセウスを引きずり出し、アルセウスを従えて今存在する宇宙を消して新たな宇宙へと再創造するためだった事を終盤で明かす。 しかし顕現したのはディアルガとパルキアのみであり実質的に計画は失敗、そこでウォロは次なる手として主人公を利用し全てのプレートを集めさせ、自分が所持している「もののけプレート」が全て揃った時にシンオウ神殿で一気に回収する計画を実行に移し、計画の最終段階に於いてシンオウ神殿にて主人公に正体を明かし、自身の手持ちやギラティナを用いて最後の戦いを繰り広げるも敗北、ギラティナはウォロを置いて逃げ出してしまい、その事に毒づきながらも敗北を認め、主人公に自身が持つ最後のプレートである「もののけプレート」を渡す。全てのプレートが揃った事でカミナギの笛がてんかいのふえに変化するのを見て驚くも、最後は主人公がアルセウスに会うところを見たくないという理由でシンオウ神殿を去った。
その後ラベン博士と会い、主人公に敵わないと知ったギラティナはヒスイを守る道を選んだので、その情報を調査して図鑑に記録する様に促し、同時に「もう二度と会う事は無いでしょう」と言って何処かに去ったことがラベン博士の口から語られている。
一度目の対戦ではトゲピーを使用し、二度目の対戦ではフカマルを加える。三度目の対戦ではトゲピーとフカマルを其々トゲキッスとガブリアスに最終進化させ、更にミカルゲ、ウインディ（ヒスイのすがた）、ロズレイド、ルカリオを使用する他、時空の裂け目を作り出した実行犯であるギラティナをも使用し、アナザーフォルム・オリジンフォルムを含め計3連戦となる。

### ポケモン
過去作に登場するポケモンも含め、本作初登場のポケモンやリージョンフォームのポケモンも多く登場する。
モクロー、ヒノアラシ、ミジュマル
本作における最初にもらえるポケモン3体。本作では最終進化系が新たな姿で登場している。クリア後では選ばれなかった残りの2体をゲットすることが出来る。
アルセウス
本作のキーポケモン。この世のすべてのものを創造したと言い伝えられている幻のポケモン。

## 地理
本作の舞台はヒスイ地方と呼ばれる。遥か昔の地名であり、のちに「シンオウ地方」となった。
中国語及び韓国語版を除き、日本国外版では"Hisui"と表記される。中国語版では簡体字: 洗翠地区（繁体字: 洗翠地區）（拼音: Xî'cuì 注音: ㄒㄧˇㄘㄨㄟˋㄉㄧˋㄑㄩ）と表記される。韓国語版では日本語読みで、「히스이지방」（漢字: 히스이地方 2000年式: Hiseui Jibang MR式: Hisŭi Chipang）と表記される。
コトブキムラ
冒険の活動拠点となる集落。他の地方から渡って来た人々が開拓し築き上げた村となっており、ギンガ団本部がある。
黒曜の原野
コトブキムラ周辺の地域。現在のシンジ湖からハマナスパーク(パルパーク)、クロガネシティ当たりに相当する。北西部は草原地帯、南東側は森林地帯となっている。
紅蓮の湿地
テンガン山南東麗の湿地帯で、現在のズイタウン・ノモセシティ当たりに相当する。コンゴウ団の拠点がある。
群青の海岸
紅蓮の湿地の海岸地帯で、現在のナギサシティからポケモンリーグ当たりに相当する。
天冠の山麓
現在のテンガン山やカンナギタウン当たりに相当する。
純白の凍土
ヒスイ地方北部の極寒地帯で、現在の216番道路からキッサキシティ当たりに相当する。シンジュ団の拠点がある。

## 開発
長年培ってきたポケモンシリーズのゲームデザインに大きく手を入れ、新しい遊びを生み出すという目標を掲げて開発が始まった。
これまで大切にしてきた本質的な楽しさはそのままに、その楽しさを新しい遊びで深堀りすることをゲームデザインや表現面で心がけている。
環境音の録音手法は『ソード・シールド』で確立されたものの、この時点ではステージ単位での差分を用意することはできなかった。
本作では、すべてのポケモンの鳴き声に距離ごとの差分を3つ用意し、フィールドの状況に応じて使い分けている。また、ポケモンは1種類につき5種類の鳴き声が設定されているため、全部で15種類の鳴き声が存在する。
本作の音響面においては、生体に合わせてポケモンの鳴き声を演出するという方針がとられた。具体的には、夜行性のポケモンなら夜に鳴き声が聞こえ、雨天時には雨が苦手なポケモンの声がしないようにするということがあげられる。また、その場にいるはずのないポケモンの声がするという事態を防ぐため、ポケモンをピックアップして鳴き声を出す仕掛けが施された。本作のサウンドスタッフとして参加したたコネテクコ代表取締役の北村一樹はこの手法について、訪れる場所によって鳴き声が異なるものの、あくまでもランダムにならしているだけで、天候や時間帯と結びついた生態については表現しきれなかったとCEDEC2023の講演の中で振り返っている。また、環境音全般の鳴らし方については、球体やボックス型のエリアを用いて、エリアに近づいたり入場したりすると鳴り出すという手法が採用された。この方法はある程度の範囲をカバーできるものの、配置コストが高いうえ、地形の変化および、複雑な地形には不向きという課題が残った。

## 評価
IGNのクラベ・エスラは、本作の5年前に発売されたオープンワールドゲーム『ゼルダの伝説 ブレス オブ ザ ワイルド』と根本的なデザイン哲学が似ているとして、「投げる」という1つのアクションを多種多様な方法で応用し、組み合わせていると指摘している。
フリーライターの渡邉卓也は、『ポケットモンスター』シリーズおよび開発元のゲームフリークにとって挑戦的なタイトル
と評する一方で、昨今のオープンワールドRPGを知ってしまっているとたくさんの問題が見えてしまうとして、長所は多いが、同時に短所も多いタイトルだと評している。

### 売上
日本国内での初週販売本数は142万4657本（ファミ通調べ）、国内外を含めると650万本以上を記録し、ポケットモンスターシリーズとして、初週における販売本数の最速・最多記録を更新した。
日本国内での初週販売本数142万本は『ポケットモンスター ブリリアントダイヤモンド・シャイニングパール』の139万本を超え、ポケットモンスターシリーズとしての初週売上を更新した。Nintendo Switch向けソフトとしては、『あつまれ どうぶつの森』に次ぐ、歴代2位の初週販売本数となった。

### 受賞
- CEDEC AWARDS 2022 - ゲームデザイン部門 / 優秀賞（開発チームの受賞）[24]
- 日本ゲーム大賞2022 - 年間作品部門 優秀賞[25][26]
- Golden Joystick Awards 2022 - Nintendo Game of the Year[27]
- 価格.comプロダクトアワード2022 - ゲーム部門 Nintendo Switch ソフト 銀賞[28]
- ネット流行語100 2022 - トップ20単語賞 14位（Pokémon LEGENDS アルセウス）、20位（ウォロ）

## Webアニメ
『雪ほどきし二藍』（ゆきほどきしふたあい）のタイトルで、2022年5月18日よりYouTubeのポケモン公式チャンネルで配信された。ヒスイ地方を舞台とした全3話のオリジナルストーリーである。

### 登場キャラクター
アキオ
声 - 内山昂輝（青年期）、釘宮理恵（幼少期）
本作の主人公。医者の見習いをしている穏やかな青年。幼少時代はやんちゃでイタズラ好きな性格だった。
アキオの父
声 - 小山力也
木工細工師。別の地方からやってきた。ふとした出来事からポケモンを恐れている。
ゾロア（ヒスイのすがた）
声 - 愛河里花子
本作のメインポケモン。色違いの個体。臆病で警戒心が強く、うまく怨念が作れない。

### スタッフ
- 原案 - 田尻智
- 監督 - 山本健[15]
- 脚本 - 岸本卓[15]
- キャラクターデザイン - KURO[15]
- サブキャラクターデザイン - 波賀野義文、とりみなこ
- プロップデザイン - 網修次郎、とりみなこ
- 色彩設計 - 中村絢郁[15]
- 美術監督 - 金子雄司[15]
- 撮影監督 - 横井武尊[15]
- オフライン編集 - 齋藤朱里[15]
- 音響監督 - 三間雅文[15]
- 音楽 - コーニッシュ[15]
- プロデューサー - 中武哲也
- アニメーションプロデューサー - 大谷丞
- アニメーション制作 - WIT STUDIO[15]

### 各話リスト
| 話数 | サブタイトル   | コンテ   | 演出            | 作画監督                                  | 配信日        |
| --- | -------------- | -------- | --------------- | ----------------------------------------- | ------------- |
| 第一話 | 青き踏む       | 山本健   | 須藤瑛仁 山本健 | とりみなこ                                | 2022年5月18日 |
| ヒスイ地方へ向かう青年・アキオ。彼は幼少時代に父から「ゾロアークという恐ろしいポケモンが存在する」「ポケモンと人間は共に生きられない」と語られる。そこでアキオは一匹のヒスイのすがたのゾロア（色違い）と出会う。このゾロアはまだうまく怨念が作れないようで、アキオにからかわれてしまう。そして、ケンカしているうちに二人とも崖から転落してしまう。 |                |          |                 |                                           |               |
| 第二話 | 名残り雪、赤く | 網修次郎 | 網修次郎        | 飯山奈保子 平原みなみ 三橋美枝子 仲本季咲 | 6月8日        |
| 崖から落ちた影響で足を怪我してしまったアキオ。ゾロアには先に崖の上まで行ってもらうが、蔦が切れたためアキオは上まで行くことができない。しばらくしてゾロアが戻ってきて、治癒効果のある薬草をアキオに渡す。怪我が治ったアキオは歩き出し、自分を探す父を見つける。父はゾロアに対して警戒を行い、奥から現れたゾロアークは二人に技を放ち、そのままいなくなってしまう。時は流れ、青年時代のアキオはヒスイ地方に到着する。 |                |          |                 |                                           |               |
| 第三話 | 二藍           | 米森雄紀 | 米森雄紀 MYOUN  | 三住宮古 蓑輪愛子 Moaang                  | 6月22日       |
| 傷ついたポケモンを見つけたアキオは彼らを助けることを提案するが、村の人間には反対され、代わりにギンガ団警備隊のシマボシが、調査のためならばと森に行くことを認める。森でアキオと調査隊は傷ついたユキカブリを発見し、村に運ぼうとするが、突如現れたガブリアスに襲われそうになってしまう。しかし、何者かの攻撃によりガブリアスは撤退し、そのままアキオは気を失う。目を覚ました後、アキオはゾロアークのような影を見つけ、自分たちを助けたのは子供のころに出会ったゾロアが進化した姿ではないかと考え、その跡を追う。ゾロアークと直接会うことはできなかったが、その場に残されたお面を見つける。船に乗って再び旅立つアキオはお面を着けて咆哮し、物語は幕を閉じる。 |                |          |                 |                                           |               |